# Adolf-Grimme-Preis 1964
Der 1. Adolf-Grimme-Preis wurde 1964 verliehen. Die Preisverleihung fand am 16. Januar 1964 im Rathaus von Marl statt.

## Preisträger
- Adolf-Grimme-Preis mit Gold: Heinz Huber und Artur Müller (für die Sendung Das Dritte Reich, 8. Folge: Der SS-Staat)
- Adolf-Grimme-Preis mit Silber: Jürgen Neven-du Mont (für die Regie in Sind wir Revanchisten?)
- Adolf-Grimme-Preis mit Bronze: Günter Gaus (für die Regie in Zur Person: Gustaf Gründgens)
- Preis der Presse-Jury: Peter von Zahn (für die Regie in Ben Gurion)
- Besondere Anerkennung der Presse-Jury: Gerd Oelschlegel (Buch zur Sendung Sonderurlaub)
- Besondere Anerkennung: André Libik (Buch und Regie: Jean Jaurès, Tod eines Visionärs, SFB)